# Nicomede di Sparta
Nicomede (in greco antico: Νικομήδης?, Nikomédes; Sparta, ... – dopo il 457 a.C.) è stato un militare spartano, reggente del trono agiade di Sparta dopo la morte del re Plistarco, a causa della minore età del suo successore Plistonatte. Vinse la battaglia di Tanagra contro l'esercito ateniese.

## Biografia
Figlio di Cleombroto, reggente del trono di Sparta per la minore età di Plistarco, nel 458 a.C. Nicomede divenne a sua volte reggente in vece di Plistonatte, figlio di Pausania e successore di Plistarco, anch'egli asceso al trono da bambino come il suo predecessore e morto senza eredi diretti.
Nicomede è noto soprattutto per aver sconfitto gli Ateniesi, guidati dallo stratego Mironide, nella battaglia di Tanagra (457 a.C.), nel corso della prima guerra del Peloponneso.
Al raggiungimento della maggiore età di Plistonatte, Nicomede lasciò la reggenza e le fonti antiche non riportano altre informazioni su di lui.